# Карбоне, Джорджо
Джорджо Карбоне (итал. Giorgio Carbone; 14 июня 1936, Себорга, Лигурия — 25 ноября 2009, Себорга, Лигурия) — итальянский гражданин, уроженец деревни Себорга, по роду занятий цветочник, провозгласивший себя в возрасте 27 лет князем «созданного» им же виртуального государства — Себорги c 14 мая 1963 года, идея которого восходит к реально существовавшему в Средние века феодальному княжеству. Его «титул» правителя звучал как «Его Громадейшество» (итал. Sua Tremendità).

## Биография
Джорджо Карбоне родился 14 июня 1936 года в деревне Себорга провинции Империя области Лигурия Королевства Италия, ныне Итальянская Республика в семье, занимавшейся выращиванием мимоз на продажу, и продолжил семейный бизнес, будучи одновременно цветоводом и торговцем цветами. Он с ранних лет любил и изучал необычную историю своей родной деревни и ещё в начале 1960-х годов загорелся идеей о необходимости достижения ею независимости, которую начал активно продвигать. Ему удалось заинтересовать своими взглядами значительную часть жителей небольшой деревни (общая численность населения которой ни тогда, ни сейчас не превышает нескольких сотен человек), и на неофициальных выборах, состоявшихся 14 мая 1963 года, Карбоне, по их результатам, объявил себя правителем нового «независимого государства» — «княжества Себорга», «приняв» также титул князя и имя Джорджо I. С тех пор он начал активно бороться за признание провозглашённого им «княжества» в качестве независимого государства.
Основой своей деятельности Карбоне считал то, что Италия, по его мнению, не имеет права претендовать на Себоргу, так как эта деревня формально никогда не входила в её состав, а её присоединение к Савойскому княжеству в 1729 году, по результатам проведённого им исследования, якобы нигде не было задокументировано.
Объявив себя князем Себорги, Джорджо I попытался добиться международного признания. Он объявил о введении в «княжестве» собственной валюты — луиджино с его портретом, на деле не являвшейся формой оплаты чего бы то ни было и представлявшей интерес лишь в нумизматических целях. Им также были предприняты шаги в начале выпуска почтовых марок и «паспортов» Себорги и введение «государственной печати» с его же портретом; были разработаны дизайны флага, герба и гимна виртуального государства (естественно, не имеющие международного признания), провозглашён его девиз (ит. Sub umbra sede — «находиться в тени»). Джорджо даже объявил свой собственный небольшой дом «княжеским дворцом» и сформировал «армию» виртуального государства, состоящую из одного лейтенанта. При этом на деле жители деревни по-прежнему платили налоги в казну Италии, пользовались всеми услугами итальянских жилищно-коммунальных служб, участвовали в общеитальянских и местных выборах (в частности, в выборах мэра Себорги).
Уже тогда появились слухи о том, что истинной целью Карбоне являлось вовсе не «освобождение родины от оккупантов», а создание необычной туристической достопримечательности и желание заработать на продаже сувениров, коими на деле являлись все производимые в «княжестве» «атрибуты государственности». Отчасти, по мнению некоторых, это могло быть связано и с уменьшением прибылей от цветочного бизнеса в Италии в целом в то время.
Тем не менее, интерес к деятельности Джорджо Карбоне рос, а количество туристов, приезжающих в деревню, действительно возрастало; сам же он пошёл ещё дальше и отправил в столицу Италии Рим ноту о провозглашении независимости Себорги, которую итальянские власти, естественно, проигнорировали. Тем не менее, Джорджо продолжил эту практику и на протяжении всей жизни посылал в Рим письма с требованием признания независимости Себорги различным ведомствам, отмечая при этом, что ни одно из писем не было возвращено ему (то есть все они были получены и прочитаны), однако и ответа он также никогда не получал.
В период с середины 1960-х до середины 1990-х годов в «княжестве» не происходило особенно примечательных событий. Территория деревни Себорга оставалась частью Италии, но Джорджо Карбоне не оставлял своих идей и, более того, постепенно увеличивал эксцентричность своего поведения. Например, собирая своих поклонников в местном баре, он привешивал к своему поясу меч и надевал медальон с изображением розы, чтобы больше соответствовать образу князя, а какое-то время даже ездил на «Мерседесе» с себоргскими «государственными» флагами, который, однако, именно по причине их наличия был быстро конфискован итальянской полицией, которая обычно почти не вмешивалась в чудачества цветочника.
23 апреля 1995 года Карбоне организовал референдум, на котором заинтересованные жители Себорги 304 голосами против 4 подтвердили «княжеский» статус Джорджо I, даровали ему право «пожизненного правления» и приняли «Конституцию» Себорги. Именно это событие, связанное с виртуальным княжеством, впервые заставило достаточно подробно говорить о Джорджо Карбоне за пределами Италии, хотя зарубежные журналисты интересовались им и раньше (в частности, в 1993 году он давал интервью журналу «People»). В 1990-е и первой половине 2000-х годов Карбоне достаточно часто давал различные интервью и даже появлялся на телеэкране, стараясь как минимум сначала придерживаться серьёзного облика «борца за независимость». Например, в интервью лондонской «The Daily Telegraph» в 1999 году он заявил о том, что не очень любит туристов, посещающих «его страну», а в 1996 году отметил, беседуя с журналистом торонтской газеты «The Globe and Mail», что даже Бенито Муссолини, в отличие от современных итальянских властей, якобы признавал Себоргу отдельным от Италии государством.
Несмотря на то, что государственность княжества практически никто не воспринимал всерьёз, Джорджо и 360 его «подданных» в 2006 году запустили новую кампанию по отделению от Италии. В рамках неё планировалось создать собственную пенсионную систему и систему здравоохранения. Чуть раньше, в конце 2005 года, на британском телеканале «Би-би-си» вышла юмористическая передача «Как основать собственное государство» (англ. How to Start Your Own Country), в которой рассказывалось в том числе о Себорге; Джорджо Карбоне принимал участие в съёмках этой передачи.
В начале 2006 года Джорджо заявил о своём намерении уйти на покой, однако несколькими месяцами позже он не выполнил своего обещания, решив всё же остаться на «троне» и охранять «суверенитет государства» до тех пор, пока граждане Себорги не изберут нового князя. Этому событию был посвящён выпуск программы World Today на радио BBC World Service в январе 2006 года.
В том же году в виртуальном княжестве впервые началась «политическая борьба» (такая же виртуальная). Права на трон Джорджо I предъявила княжна Ясмин фон Гогенштауфен Анжу Плантагенет (Princess Yasmine von Hohenstaufen Anjou Plantagenet), которая провозгласила себя «потомком императоров Священной Римской империи». Тем не менее, Джорджо I сумел сохранить «власть», поскольку его поклонники от него не отвернулись и попросту проигнорировали требования княжны.
27 ноября 2009 года в газете The Telegraph была опубликована информация, что, по словам самого Джорджо Карбоне, Себоргу в той или иной форме признали 20 государств и первым из них было Буркина-Фасо. Консульские представительства якобы открыты в 35 странах, в том числе и в России.

## Личная жизнь
О личной жизни Джорджо Карбоне известно довольно мало. Есть информация о том, что он был женат, однако, как он сообщил в 1993 году в интервью журналу «People», развёлся, поскольку «любит всех своих женщин одинаково». У него никогда не было детей.
Джорджо Карбоне был заядлым курильщиком и даже принял «закон» о поощрении курения в виртуальном государстве. Его отношения с настоящим мэром деревни были порой весьма непростыми, но в итоге улучшились из-за притока денег, приносимых в казну деревни по-прежнему многочисленными туристами.
На протяжении всей своей жизни после провозглашения «княжества» Джорджо оставался (на деле) простым гражданином, но имел некоторые льготы в Себорге: в частности, сотрудники местного магазина позволяли ему ежедневно брать у них столько ветчины и сыра, сколько он захочет.

## Смерть
Джорджо Карбоне умер в Себорге 25 ноября 2009 года в возрасте 73 лет. Причиной смерти стал боковой амиотрофический склероз. Его тело было кремировано в Ницце, а его прах, согласно его завещанию, развеян в море.
C уходом из жизни «князя» судьба «трона» виртуального княжества оказалась под вопросом, так как Джорджо I не оставил наследников. Новым «правителем» виртуального княжества, население которого на данный момент насчитывает около 360 человек, стал текстильный магнат, 31-летний предприниматель Марчелло Менегатто, избранный 21 апреля 2009 года и принявший имя Марчелло I.
После смерти Джорджо Карбоне газета The New York Times 12 декабря 2009 года посвятила его жизни и деятельности некролог, написанный в полуюмористическом ключе.